# 浪人 (鷹眼)
〈浪人〉（英語：Ronin）是美國超級英雄類型的網路影集《鷹眼》的第一季第五集，改編自漫威漫畫的角色「鷹眼」克林特·巴頓和凱特·畢夏普。本集为漫威電影宇宙的系列作品之一，與漫威電影宇宙系列電影處於同一架空世界和共同世界。本集由伯特＆伯蒂執導，珍娜·諾爾·弗雷澤（Jenna Noel Frazier）編劇。本集講述凱特結識「黑寡婦」葉蓮娜·貝洛娃，克林特將真相告知瑪雅·洛佩茲，凱特和克林特得知幕後首領的真面目。
傑瑞米·雷納繼續出演漫威電影宇宙系列電影中的角色「鷹眼」克林特·巴頓，海莉·史坦菲德出演凱特·畢夏普。主演還包括佛蘿倫絲·普伊、東尼·達爾頓、弗拉·菲、文森·唐諾佛利歐、阿拉奎·考克斯、艾力克斯·保諾維奇、彼得·亞當奇克、琳達·卡德里尼和薇拉·法蜜嘉，其中文森·唐諾佛利歐回歸出演「金霸王」威爾遜·菲斯克，他此前在漫威電視開發製作的Netflix系列電視劇《夜魔俠》中出演該角色。本集在紐約和喬治亞州的亞特蘭大取景拍攝。
於2021年12月15日在Disney+首播。

## 劇情
2018年，在使用合成藥劑幫助其他黑寡婦消除紅室的控制之時，葉蓮娜·貝洛娃因「彈指事件」而灰飛煙滅。五年後，葉蓮娜復活，卻得知姐姐娜塔莎·羅曼諾夫已經去世。
凱特·畢夏普告知母親艾蓮諾，傑克·杜凱恩的史隆有限公司暗中幫助黑幫洗錢。艾蓮諾報警，紐約市警察隨即逮捕傑克。凱特回到公寓，與等候在此的葉蓮娜相遇。葉蓮娜向凱特訴說過往經歷，並稱自己是初次來到紐約，遊覽了帝國大廈、洛克斐勒中心和翻修過的自由女神像等著名景點。葉蓮娜將娜塔莎的死亡歸咎於克林特·巴頓。她聲稱正在受命執行任務，目標是殺死克林特。克林特在格里斯的家中短暫休息之後，告知妻子蘿拉·巴頓，他決定直接解決當前面臨的問題。
克林特穿著浪人的戰鬥服，與瑪雅·洛佩茲約定單打獨鬥。兩人在瑪雅的父親威廉死亡的地點見面。克林特逐個擊倒瑪雅的手下，打敗瑪雅，向她展示真實身份，勸說她停止追殺浪人，並警告她不要試圖傷害克林特的家人。克林特還透露當時是幫派中為幕後首領工作的線人向他告密，這名幕後首領借他之手殺死威廉。凱特幫助克林特擊退瑪雅。瑪雅起初不願相信克林特的說辭，她質問卡齊當時的經歷，發現對方閃爍其詞，開始懷疑卡齊就是克林特口中的線人。
轉天之後，凱特收到葉蓮娜發來的簡訊，葉蓮娜聲稱艾蓮諾雇用她暗殺克林特。葉蓮娜傳來的照片顯示艾蓮諾正與幕後老闆合作，克林特認出此人正是「金霸王」威爾遜·菲斯克。

## 製作

### 開發
2019年4月，漫威影業宣佈為其旗下在線流媒體平台Disney+開發以「鷹眼」克林特·巴頓為主角的影集，劇情將涉及凱特·畢夏普。2019年9月，喬納森·伊格拉正式被選定為影集《鷹眼》的首席編劇。2020年7月，伯特＆伯蒂確定執導影集的其中一個製作區塊。影集的執行製作人包括喬納森·伊格拉、瑞斯·湯瑪斯、布拉德·溫德鮑姆、陳貞、維多莉亞·阿隆索、路易斯·德·埃斯波西托和凱文·費吉。本集標題為〈浪人〉（Ronin），由伯特＆伯蒂執導，珍娜·諾爾·弗雷澤（Jenna Noel Frazier）編劇。

### 選角

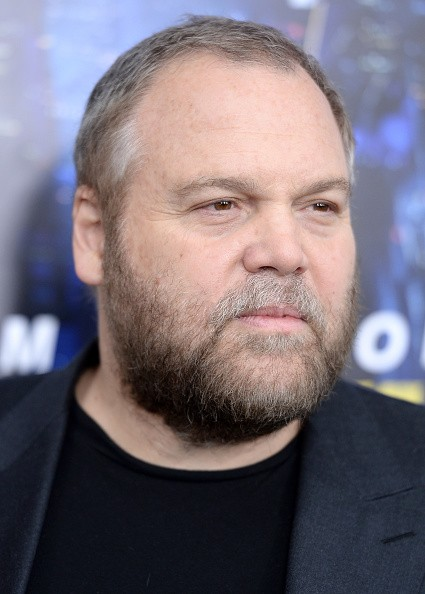
文森·唐諾佛利歐回歸出演「金霸王」威爾遜·菲斯克

傑瑞米·雷納繼續出演漫威電影宇宙系列電影中的角色「鷹眼」克林特·巴頓，海莉·史坦菲德飾演女主角凱特·畢夏普。佛蘿倫絲·普伊飾演「黑寡婦」葉蓮娜·貝洛娃。東尼·達爾頓飾演傑克·杜凱恩／劍客。弗拉·菲飾演卡齊。文森·唐諾佛利歐飾演「金霸王」威爾遜·菲斯克。阿拉奎·考克斯飾演瑪雅·洛佩茲／回聲女。艾力克斯·保諾維奇飾演伊凡·巴尼奧尼斯（Ivan Banionis）。彼得·亞當奇克飾演托馬·德爾加多（Tomas Delgado）。琳達·卡德里尼飾演蘿拉·巴頓。薇拉·法蜜嘉飾演艾蓮諾·畢夏普:39:43–40:08。
克萊頓·英格利什（Clayton English）飾演格里斯（Grills）。伊萬·穆巴科普（Ivan Mbakop）飾演卡多警探（Detective Caudle）。佛朗哥·卡斯坦（Franco Castan）飾演里維拉警探（Detective Rivera）。伊莎·梅·潘甘尼班（Yssa Mei Panganiban）飾演桑雅（Sonya）。安妮·漢密爾頓（Annie Hamilton）飾演安娜（Ana）:41:04–41:09。克林特·巴頓和凱特·畢夏普的動物夥伴「披薩狗」來福出現於本集之中，由名為祖迪（Jolt）的狗狗出演。
文森·唐諾佛利歐回歸出演「金霸王」威爾遜·菲斯克，他此前在漫威電視開發製作的Netflix系列電視劇《夜魔俠》中出演該角色。導演伯特＆伯蒂稱該角色在《夜魔俠》中的人物形象及經歷延續至影集之中。

### 音樂
克里斯托弗·貝克為影集作曲，他此前為2015年電影《蟻人》、2018年電影《蟻人與黃蜂女》和2021年影集《汪達幻視》作曲。影集的音樂原聲帶分為兩輯。包括後三集音樂的第二輯於2021年12月22日發售，由克里斯托弗·貝克和麥可·帕拉斯凱瓦斯（Michael Paraskevas）作曲。

## 發行
於2021年12月15日在Disney+首播。

## 迴響
〈浪人〉得到整體好評。根据評論匯總网站爛番茄汇总的8篇评论文章，88%的评论家给予该作正面评价，使之獲得「認證新鮮」標識，平均打分为8.00分（满分10分）。

## 備註
1. 1 2  參見2021年電影《黑寡婦》。
2. ↑  參見2018年電影《復仇者聯盟3：無限之戰》。
3. ↑  參見2019年電影《復仇者聯盟4：終局之戰》。
4. ↑  改造之後的自由女神像裝飾有美國隊長的盾牌（英语：Captain America's shield），參見2021年電影《蜘蛛人：無家日》[1]。

## 資料來源
1. ↑  Russell, Bradley. . GamesRadar+. 2021-12-17  [2021-12-18]. （原始内容存档于2021-12-17） （美国英语）.
2. ↑  Otterson, Joe. . Variety. April 10, 2019  [April 10, 2019]. （原始内容存档于April 10, 2019） （美国英语）.
3. ↑  Kit, Borys. . The Hollywood Reporter. 2019-09-06  [2019-09-06]. （原始内容存档于2019-09-06） （美国英语）.
4. ↑  Kit, Borys. . The Hollywood Reporter. July 17, 2020  [July 18, 2020]. （原始内容存档于July 17, 2020） （美国英语）.
5. ↑  Jackson, Angelique. . Variety. November 18, 2021  [November 19, 2021]. （原始内容存档于November 19, 2021） （美国英语）.
6. ↑   (PDF). Disney Media and Entertainment Distribution.   [November 25, 2021]. （原始内容存档 (PDF)于November 25, 2021） （美国英语）.
7. ↑  . Writers Guild of America West.   [2021-11-02]. （原始内容存档于2021-11-02） （美国英语）.
8. 1 2  Frazier, Jenna Noel. . . 第1季. 第5集. 2021-12-15  [2021-12-18]. Disney+. （原始内容存档于2022-01-08）.片尾演職員表於38:45開始。
9. ↑  Clarke, Cass. . Comic Book Resources. 2020-12-10  [2021-05-03]. （原始内容存档于2020-12-12） （美国英语）.
10. ↑  Adams, Timothy. . ComicBook.com. 2021-12-15  [2021-12-15]. （原始内容存档于2021-12-16） （美国英语）.
11. ↑  Robinson, Tasha. . Polygon. 2021-12-16  [2021-12-18]. （原始内容存档于2021-12-17） （美国英语）.
12. ↑  . Film Music Reporter. 2021-09-17  [2021-09-17]. （原始内容存档于2021-09-17） （美国英语）.
13. ↑  . Film Music Reporter. 2021-12-21  [2021-12-22]. （原始内容存档于2021-12-22） （美国英语）.
14. ↑  . Marvel.com. 2021-11-24  [2021-11-24]. （原始内容存档于2021-11-24） （美国英语）.
15. ↑  . The Futon Critic.   [2021-12-18]. （原始内容存档于2022-06-08） （美国英语）.
16. ↑  . Rotten Tomatoes. Fandango Media.   [2025-01-09] （美国英语）.

## 外部連結
- 互联网电影数据库上浪人的资料（英文）
- 漫威影業官網提供的本集回顧 （页面存档备份，存于）